# Campo Alegre de Goiás
Campo Alegre de Goiás é um município brasileiro do interior do estado de Goiás, Região Centro-Oeste do país. Sua população, segundo estimativas do Instituto Brasileiro de Geografia e Estatística (IBGE), era de 7 149 habitantes em 2017. A área ocupada é de 2.463 km².

## Economia
A economia do município é fortemente dependente da agricultura. O produto interno bruto de 2004 foi de pouco mais de 108 milhões de reais em valores da época, o que lhe dá o quarto maior PIB da microrregião de Catalão (atrás de Corumbaíba e a frente de Ouvidor ), e o segundo maior PIB per capita (atrás de Catalão e a frente de Ouvidor), apresentando a seguinte divisão por setores produtivos: 73,8% no setor primário, 4.8% no setor secundário e 21,4% no setor terciário. No mesmso ano, o PIB per capita foi de 23.928 reais, sendo a soma dos impostos pagos pelos munícipes no ano de 5.890 mil reais. Em 2005, conforme IBGE, a produção agropecuária do município foi a seguinte:
- Bovinos -66.8000 cabeças
- Frangos -23.000 cabeças
- Dúzias de ovos -24.000
- Vacas ordenhadas -7.750 cabeças
- Litros de leite por ano -9.675.000
- Algodão -13.984 toneladas
- Batata -11.200 toneladas
- Cana-de-açúcar -4.000 toneladas
- Cebola -4.500 toneladas
- Feijão -1.575 toneladas
- Milho -38.500 toneladas
- Soja -124.800 toneladas
- Sorgo -3.300 toneladas
- Tomate -16.000 toneladas
- Trigo -2.600 toneladas
- Café- 1.596 toneladas